# Овил
Овил (фр. Hauville) насеље је и општина у северној Француској у региону Горња Нормандија, у департману Ер која припада префектури Берне.
По подацима из 2011. године у општини је живело 1283 становника, а густина насељености је износила 87,34 становника/km². Општина се простире на површини од 14,69 km². Налази се на средњој надморској висини од 148 метара (максималној 148 m, а минималној 80 m).

## Демографија
| 1962. | 1968. | 1975. | 1982. | 1990. | 1999. | 2011. |
| ----- | ----- | ----- | ----- | ----- | ----- | ----- |
| 716   | 716   | 817   | 1.013 | 1.051 | 1.115 | 1.283 |

График промене броја становника у току последњих година